# 斯洛伐克國家男子籃球隊
斯洛伐克國家籃球隊是斯洛伐克的國家男子籃球隊。斯洛伐克國家籃球隊是世界上最新成立的一個籃球國家隊之一，前身是捷克斯洛伐克國家籃球隊。斯洛伐克在1993年加入了世界籃聯。現在斯洛伐克國家籃球隊排名世界第88位。